# Uničov
Uničov är en stad i Tjeckien.   Den ligger i distriktet Okres Olomouc och regionen Olomouc, i den östra delen av landet, 200 km öster om huvudstaden Prag. Uničov ligger 242 meter över havet och antalet invånare är 12 385.
Terrängen runt Uničov är platt åt sydväst, men åt nordost är den kuperad. Terrängen runt Uničov sluttar söderut.Runt Uničov är det ganska tätbefolkat, med 62 invånare per kvadratkilometer. Närmaste större samhälle är Šternberk, 13,5 km öster om Uničov. Trakten runt Uničov består till största delen av jordbruksmark.